# مولت، میشیگان
مولت (به انگلیسی: Mullett Township) یک منطقهٔ مسکونی در ایالات متحده آمریکا است که در شهرستان چبویگان، میشیگان واقع شده‌است.
 مولت ۹۲٫۵ کیلومتر مربع مساحت و ۱٬۳۱۲ نفر جمعیت دارد و ۱۸۴ متر بالاتر از سطح دریا واقع شده‌است.